# Ninoe tridentata
Ninoe tridentata är en ringmaskart som beskrevs av Hilbig in Blake, Hilbig och Scott 1995. Ninoe tridentata ingår i släktet Ninoe och familjen Lumbrineridae. Inga underarter finns listade i Catalogue of Life.